# Pachypodium mikea
Pachypodium mikea es una especie de árbol semisuculento perteneciente al género Pachypodium, dentro de la familia Apocynaceae. Es endémica de Madagascar.

## Descripción
Pachypodium mikea es un árbol semisuculentomuy parecido a Pachypodium geayi y que presenta un tronco pálido, recto, grande, que sostiene una copa poco ramificada. 

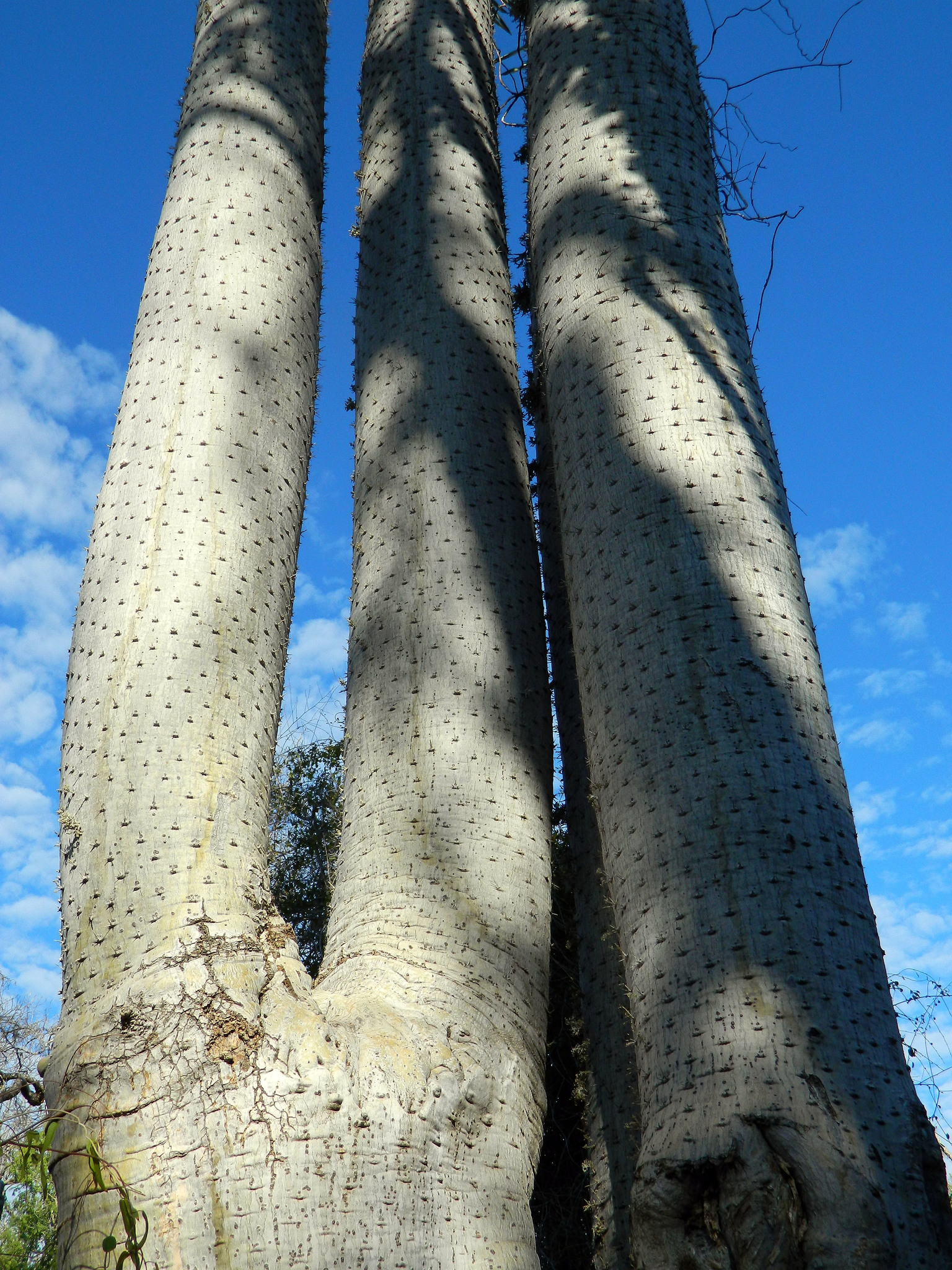
Detalle del tronco

Las hojas son simples, brillantes y forman una roseta tipo palmera encima de cada tallo espinoso. Las flores son blancas.

## Distribución y hábitat
El área de distribución nativa de esta especie es el centro de Madagascar y crece principalmente en el bioma desértico o de matorral seco.

## Taxonomía
Pachypodium mikea fue descrita por el botánico suizo Jonas M. Lüthy y publicada por primera vez en Cactus and Succulent Journal (Los Angeles) 44: 181 en 2005.
Etimología
- Pachypodium: nombre genérico que proviene de la combinación de dos términos del griego antiguo: pachys (que significa 'grueso') y podium (que significa 'pie' o 'base'), haciendo referencia a la característica morfología de muchas especies del género, que suelen tener troncos o tallos robustos y suculentos.
- mikea: epíteto específico otorgado en honor a un naturalista de apellido Mikea.

## Estado de conservación
En la Lista Roja de Especies Amenazadas de la UICN, la especie está clasificada como “En Peligro (EN)”.

## Usos
Pachypodium mikea se cultiva principalmente como planta ornamental.